# The Death of Slim Shady (Coup de Grâce)
Albums de Eminem
Curtain Call 2
(2022)
Singles
1. Houdini
Sortie : 31 mai 2024
2. Tobey
Sortie : 2 juillet 2024
3. Somebody Save Me
4. Temporary feat Skyler Grea

The Death of Slim Shady (Coup de Grâce) est le douzième album studio du rappeur américain Eminem sorti en 2024.

## Historique
Slim Shady, alter ego d'Eminem, est mis en avant sur diverses chansons du rappeur dont My Name Is (1999) et The Real Slim Shady (2000).
Le 19 mars 2024, Dr. Dre révèle dans l'émission Jimmy Kimmel Live! qu'Eminem travaille sur un nouvel album studio et qu'il sortira en 2024.
Le 26 avril 2024, lors d'un évènement lié à la draft de la NFL dans sa ville natale de Détroit, Eminem publie une vidéo teaser, inspirée d’émissions de faits divers comme Unsolved Mysteries, qui contient le message « Who killed Slim Shady? » (« qui a tué Slim Shady ? »). Un journaliste vêtu d'un trench-coat énumère les ennemis que Shady s'est fait au fil des ans avec le rappeur 50 Cent faisant des commentaires sur le personnage. La vidéo contient des extraits des clips de My Name Is (1999), Without Me (2002) et The Real Slim Shady (2000). L'album et la date de sortie provisoire sont annoncés à la fin de la vidéo de 56 secondes.
Une fausse nécrologie de Slim Shady apparait ensuite dans l'édition du 13 mai 2024 du quotidien Detroit Free Press. Eminem y est représenté en salopette et avec un masque de hockey comme son personnage de Slim Shady, tandis que la nécrologie dit : « En fin de compte, les choses mêmes qui semblaient être les outils qu'il utilisait sont devenues des cartes de visite qui définissaient une existence qui ne pouvait se conclure qu'avec une soudaine et horrible fin. Son existence complexe et torturée a pris fin, et l'héritage qu'il laisse derrière lui n'est pas plus proche de la résolution que la manière dont ce personnage a quitté ce monde. »
Le 21 mai 2024, Eminem publie un message énigmatique sur ses réseaux sociaux, avec une vidéo avec un chat iMessage adressé à « Tous les contacts » avec le message « ... et pour mon dernier tour ! ». Eminem modifie ensuite ses photos de profil sur les réseaux sociaux pour qu'elles correspondent à l'émoji d'un lapin dans un haut-de-forme, utilisé dans la publication. À la suite de cette publication, les fans se sont tournés vers les réseaux sociaux pour exprimer leurs inquiétudes et leurs théories sur la retraite potentielle d'Eminem.
Le 10 septembre 2024, Eminem dévoile une vidéo annoncant une réédition deluxe de l'album intitulée Expanded Mourner's Edition, dont la sortie est fixée au vendredi 13 suivant. Cette nouvelle édition contient trois morceaux qui avaient initialement été intégrés comme titres bonus sur pour les précommandes de la version digitale de l'album, ainsi que Fuel (Shady Edition), un remix de Fuel avec les rappeurs Westside Boogie (en) et Grip à la place de JID. Cette réédition contient donc 23 pistes.

## Pochettes
Le 9 juillet 2024, le rappeur dévoile la pochette de l'album. Elle montre une partie du visage de Slim Shady dans un sac mortuaire noir. Une pochette alternative montre Slim Shady dans un cercueil de veillée mortuaire avec un masque rappelant celui de Jason Voorhees dans la saga horrifique Vendredi 13 (la réédition sort d'ailleurs un vendredi 13). Enfin, pour la réédition Expanded Mourner's Edition, une autre photographie est utilisée : un corps est recouvert d'un drap blanc sur lequel est inscrit le nom de l'album.

## Singles
Le 28 mai 2024, Eminem poste une vidéo avec le magicien David Blaine. Il s'agit d'un FaceTime entre le rappeur et le prestidigitateur. Le premier demande de l'aide et un tour de magie auquel le second répond en mangeant un verre de vin. La vidéo présente ensuite un aperçu du premier single de l'album à venir : Houdini. Le titre sort officiellement le 31 mai, en même temps que le clip. Le titre est un succès immédiat.
Le 28 juin 2024, Eminem dévoile une bande-annonce du clip du second single, Tobey en collaboration avec Big Sean et BabyTron, tous deux originaires de Detroit comme Eminem. Le titre sort le 2 juillet 2024. La sortie du clip est cependant retardée. Le film est finalement diffusé le 8 juillet.
Le 19 juillet 2024, une semaine après la sortie de l'album, Somebody Save Me avec Jelly Roll, sort sur les plateformes de streaming comme troisième single.

## Critiques
The Death of Slim Shady (Coup de Grâce) reçoit des critiques mitigées, expliquées en partie par le fait qu'Eminem les attaque depuis Kamikaze. Il récolte une moyenne 48/100 sur le site Metacritic qui compile 14 critiques. Detroit Free Press publie une critique positive soulignant notamment la qualité de la production : « La production est juste, les jeux de mots toujours intelligent, le flow confiant et polyvalent ». L'article ajoute que l'album est dans la même lignée que ses albums précédents, The Eminem Show et Encore, en partie car le morceau Brand New Dance a été en grande partie enregistré en 2004. Complex décrit l'album comme « juste de la merde vintage de Slim Shady. » Billboard écrit que le meilleur morceau de l'album est Somebody Save Me qui décrit « la fin émouvantes du voyage Slim Shady. »
Clash écrit que The Death of Slim Shady (Coup de Grâce) « ne ressemble pas vraiment à une fin, mais cela ne ressemble pas non plus à une continuation » bien que l'album présente certains des meilleurs couplets d'Eminem depuis des décennies. Pendant ce temps, The Independent attribue la note de deux étoiles sur cinq : « s'il a été conçu pour laisser Mathers avoir le gâteau et le manger – pour se livrer à ses jeux de mots antérieurs délibérément offensants sous couvert de lutter contre le personnage Shady à l'intérieur – la réalité est le pire des deux mondes. » Neil McCormick du Daily Telegraph décrit l'album comme « drôle, choquant, contradictoire, totalement scandaleux, offensant, sentimental, intelligent, stupide et parfois même (chuchotez-le) sage ».

## Liste des titres
| 1.    | Renaissance                                  | - Marshall Mathers III - Luis Resto | - Eminem - Luis Resto (co.)                                         | 1:38 |
| 2.    | Habits (featuring White Gold)                | - Mathers - Resto - Bobby Yewah - L. Kråkm | - White Gold - Eminem (co.) - Narza (add.)                          | 4:58 |
| 3.    | Trouble                                      | - Mathers - Dwayne Abernathy Jr. - Farid Nassar | - Dem Jointz - Fredwreck                                            | 0:42 |
| 4.    | Brand New Dance                              | - Mathers - Resto | - Eminem - Resto (co.)                                              | 3:27 |
| 5.    | Evil                                         | - Mathers - Resto - Donald Cannon - Kevin Gomringer - Tim Gomringer                                                                                                   | - Don Cannon - Cubeatz - Eminem (co.)                               | 3:50 |
| 6.    | All You Got (skit)                           | - Mathers - Resto | Eminem                                                              | 0:24 |
| 7.    | Lucifer (featuring Sly Pyper)                | - Mathers - Resto - Andre Young - Thomas Cheval - Sly Jordan - Andres Holten - Hans van Hemert                                                                        | - Dr. Dre - Callus - Eminem (co.)                                   | 4:22 |
| 8.    | Antichrist                                   | - Mathers - Rufus Johnson - Resto - Shane Webb | - Eminem - Resto (co.) - Foulmouth (add.)                           | 5:14 |
| 9.    | Fuel (featuring JID)                         | - Mathers - Harrison Le Mon Bey - Thomas Forbes - Resto - Denaun Porter - Destin Route                                                                                | - Mr. Porter - Eminem (add.)                                        | 3:34 |
| 10.   | Road Rage (featuring Dem Jointz & Sly Pyper) | - Mathers - Resto - Young - Abernathy - Jordan - Byron Thomas - Terius Gray                                                                                           | - Dr. Dre - Dem Jointz - Eminem (add.)                              | 3:38 |
| 11.   | Houdini (Intro by Pete Davidson)             | - Mathers - Jeff Bass - Kevin Bell - Malcolm McLaren - Anne Dudley - Trevor Horn - Steve Miller                                                                       | - Eminem - Resto (add.)                                             | 3:47 |
| 12.   | Breaking News (skit)                         | - Mathers - Resto | Eminem                                                              | 0:37 |
| 13.   | Guilty Conscience 2                          | - Mathers - Resto - Abernathy - Nassar | - Eminem - Dem Jointz - Fredwreck                                   | 5:26 |
| 14.   | Head Honcho (featuring Ez Mil)               | - Mathers - Jameil Aossey - Ezekiel Miller - Resto | - Eminem - Ez Mil (add.) - Aossey (add.) - Resto (add.)             | 3:55 |
| 15.   | Temporary (featuring Skylar Grey)            | - Mathers - Resto - Holly Hafermann | - Skylar Grey - Eminem (co.)                                        | 4:58 |
| 16.   | Bad One (featuring White Gold)               | - Mathers - Yewah - Resto | - Eminem - Resto (add.)                                             | 4:30 |
| 17.   | Tobey (featuring Big Sean & BabyTron)        | - Mathers - Sean Anderson - James Johnson - Resto - Julian Harris - Cole Bennett - Carlton McDowell, Jr. - John Nocito - Daniyel Weissman - Marvin Jordan - Tom Kahre | - Bennett - McDowell - Nocito - Daniyel - Marvy Ayy - Eminem (add.) | 4:45 |
| 18.   | Guess Who's Back (skit)                      | - Mathers | Eminem                                                              | 1:03 |
| 19.   | Somebody Save Me (featuring Jelly Roll)      | - Mathers - Resto - Benjamin Levin - Emile Haynie - David Ray Stevens - Jason DeFord                                                                                  | - Benny Blanco - Emile - Eminem (add.)                              | 3:50 |
| 64:28 |                                              | |                                                                     |      |

| Titres bonus Expanded Mourner's Edition | Titres bonus Expanded Mourner's Edition                 | Titres bonus Expanded Mourner's Edition                                               | Titres bonus Expanded Mourner's Edition | Titres bonus Expanded Mourner's Edition | Titres bonus Expanded Mourner's Edition | Titres bonus Expanded Mourner's Edition | Titres bonus Expanded Mourner's Edition | Titres bonus Expanded Mourner's Edition | Titres bonus Expanded Mourner's Edition |
| No                                      | Titre                                                   | Auteur                                                                                | Producteur(s)                           | Durée                                   |                                         |                                         |                                         |                                         |                                         |
| --------------------------------------- | ------------------------------------------------------- | ------------------------------------------------------------------------------------- | --------------------------------------- | --------------------------------------- | --------------------------------------- | --------------------------------------- | --------------------------------------- | --------------------------------------- | --------------------------------------- |
| 20.                                     | Steve Berman (skit)                                     | - Mathers                                                                             | - Eminem                                | 0:25                                    |                                         |                                         |                                         |                                         |                                         |
| 21.                                     | Fuel (Shady Edition) (featuring Westside Boogie & Grip) | - Mathers - Route - Porter - Resto - Forbes - Le Mon Bey - Anthony Dixson - Kyle Clow | - Mr. Porter - Eminem (add.)            | 4:53                                    |                                         |                                         |                                         |                                         |                                         |
| 22.                                     | Like My Shit (featuring FIFTEENAFTER)                   | - Mathers - Andre Powell - David Doman                                                | - Eminem - D.A. Got That Dope (en)      | 3:49                                    |                                         |                                         |                                         |                                         |                                         |
| 23.                                     | Kyrie & Luka (featuring 2 Chainz)                       | - Mathers - Tauheed Epps - Christopher Martin                                         | - DJ Premier                            | 4:13                                    |                                         |                                         |                                         |                                         |                                         |
| 77:48                                   |                                                         |                                                                                       |                                         |                                         |                                         |                                         |                                         |                                         |                                         |

## Samples
- Habits contient un extrait de l'épisode Safe Space de la série d'animation South Park.
- Lucifer contient un sample de Land of Milk and Honey de Mouth & MacNeal.
- Road Rage contient une interpolation de Ha de Juvenile.
- Houdini contient des interpolations de Without Me d'Eminem et un sample de Abracadabra du groupe Steve Miller Band.
- Somebody Save Me contient un sample de Save Me de Jelly Roll.
- Kyrie & Luka contient un sample de Move the Crowd d'Eric B. & Rakim.

## Classements hebdomadaires
| Classement (2024)                   | Meilleure place |
| ----------------------------------- | --------------- |
| Allemagne (Media Control AG)        | 2               |
| Australie (ARIA)                    | 1               |
| Autriche (Ö3 Austria Top 40)        | 1               |
| Belgique (Flandre Ultratop)         | 1               |
| Belgique (Wallonie Ultratop)        | 1               |
| Canada (Canadian Albums Chart)      | 1               |
| Danemark (Tracklisten)              | 2               |
| Écosse (OCC)                        | 39              |
| Espagne (Promusicae)                | 16              |
| États-Unis (Billboard 200)          | 1               |
| États-Unis (Top R&B/Hip-Hop Albums) | 1               |
| Finlande (Suomen virallinen lista)  | 1               |
| France (SNEP)                       | 2               |
| Irlande (Irish Albums Chart)        | 1               |
| Italie (FIMI)                       | 8               |
| Norvège (VG-lista)                  | 1               |
| Nouvelle-Zélande (RIANZ)            | 1               |
| Pays-Bas (Mega Album Top 100)       | 1               |
| Portugal (AFP)                      | 2               |
| Royaume-Uni (UK Albums Chart)       | 1               |
| Royaume-Uni (R&B Albums)            | 1               |
| Suède (Sverigetopplistan)           | 1               |
| Suisse (Schweizer Hitparade)        | 1               |